# Synchiropus novaecaledoniae
Synchiropus novaecaledoniae es una especie de peces de la familia Callionymidae en el orden de los Perciformes.

## Hábitat
Es un pez de mar y de aguas profundas que hasta los 246 m de profundidad.

## Distribución geográfica
Se encuentra en el Pacífico occidental central.

## Observaciones
Es inofensivo para los humanos